# Atraso de Shapiro
O atraso de Shapiro, efeito de atraso temporal de Shapiro ou efeito de atraso de tempo gravitacional, é um dos quatro testes clássicos do sistema solar para a relatividade geral. Sinais de radar passando perto de um objeto massivo levam um pouco mais de tempo para viajar até um alvo e mais tempo para retornar do que se a massa do objeto não estivesse presente. O atraso de tempo é causado pela dilatação do espaço-tempo, que aumenta o comprimento do caminho. No artigo intitulado Fourth Test of General Relativity, Irwin Shapiro escreveu:

Pois, de acordo com a teoria geral, a velocidade de uma onda de luz depende da força de potencial gravitacional ao longo de seu caminho, esses atrasos devem ser aumentados em quase 2x10−4 segundos quando os pulsos do radar passam perto do sol. Tal mudança, equivalente a 60 km de distância, pode agora ser medida ao longo do comprimento de percurso requerido em cerca de 5 a 10% com o equipamento atualmente disponível.— Shapiro (1964)
Ao longo deste artigo discutindo o tempo de atraso, Shapiro usou c como a velocidade da luz e calculou o tempo de atraso da passagem de ondas de luz ou raios sobre a distância coordenada finita de acordo com uma solução de Schwarzschild para as equações de campo de Einstein.

## História
O efeito de atraso de tempo foi observado pela primeira vez em 1964, por Irwin Shapiro. Sua experiência consistia em medir o tempo de ida e volta da Terra para Mercúrio a partir de fótons de rádio emitidos em nosso planeta quando seu caminho estava perto da superfície solar. Quando a Terra, o Sol e Vênus estão alinhados de maneira mais favorável, mostrou que o atraso esperado, devido à presença do Sol, de um sinal de radar viajando da Terra para Vênus e vice-versa, seria de cerca de 200 microssegundos, bem dentro das limitações da tecnologia dos anos 60.
Os primeiros testes, realizados em 1966 e 1967 usando a antena de radar Haystack do Instituto de Tecnologia de Massachusetts (MIT), foram bem-sucedidos, correspondendo à quantidade prevista de atraso de tempo. Os experimentos foram repetidos muitas vezes desde então, com precisão crescente.

## Calculando o tempo de atraso
Em um campo gravitacional quase estático de força moderada (digamos, de estrelas e planetas, mas não de um buraco negro ou sistema binário próximo de estrelas de nêutrons), o efeito pode ser considerado como um caso especial de dilatação gravitacional do tempo. O tempo decorrido medido de um sinal luminoso em um campo gravitacional é maior do que seria sem o campo, e para campos quase estáticos de intensidade moderada a diferença é diretamente proporcional ao potencial gravitacional clássico, precisamente como dado por fórmulas de dilatação de tempo gravitacional padrão.

### Tempo de atraso devido à luz viajando em torno de uma única massa

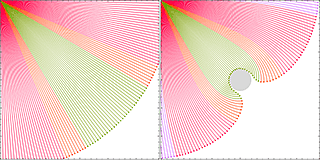
Esquerda: raios de luz imperturbáveis em um espaço-tempo plano. Direito: raios de luz retardados e defletidos na proximidade de uma massa gravitacional (clique para iniciar a animação)

A formulação original de Shapiro é derivada da solução de Schwarzschild e incluía termos para a primeira ordem em massa solar (M) numa proposta de pulso de radar baseado na Terra quicando em um planeta interior e retornando passando perto do Sol:
{\displaystyle \Delta t\approx {\frac {4GM}{c^{3}}}\left\{\ln \left[{\frac {x_{p}+(x_{p}^{2}+d^{2})^{1/2}}{-x_{e}+(x_{e}^{2}+d^{2})^{1/2}}}\right]-{\frac {1}{2}}\left[{\frac {x_{p}}{(x_{p}^{2}+d^{2})^{1/2}}}+{\frac {2x_{e}+x_{p}}{(x_{e}^{2}+d^{2})^{1/2}}}\right]\right\}+O\left({\frac {G^{2}M^{2}}{c^{6}}}\right)}
onde d é a distância da aproximação mais próxima da onda de radar até o centro do Sol, xe é a distância ao longo da linha de voo da antena terrestre ao ponto de aproximação mais próxima do Sol, e xp representa a distância ao longo do caminho deste ponto para o planeta. O lado direito desta equação é principalmente devido à velocidade variável do raio de luz; a contribuição da mudança de caminho, sendo de segunda ordem em M, é insignificante. No limite, quando a distância da aproximação mais próxima é muito maior que o raio de Schwarzschild, a dinâmica relativista newtoniana prediz

{\displaystyle \Delta t\approx {\frac {2GM}{c^{3}}}\ln {\frac {4x_{p}x_{e}}{d^{2}}}}
que concorda com a fórmula conhecida para o atraso de Shapiro citada na literatura derivada usando a relatividade geral.

Para um sinal ao redor de um objeto massivo, o atraso de tempo pode ser calculado da seguinte forma:[carece de fontes?]
{\displaystyle \Delta t=-{\frac {2GM}{c^{3}}}\log(1-\mathbf {R} \cdot \mathbf {x} )}
Aqui R é o vetor unitário apontando do observador para a fonte, e x é o vetor unitário apontando do observador para a massa gravitacional M. O ponto denota o produto de ponto euclidiano usual.
Usando Δx = cΔt, esta fórmula também pode ser escrita como
{\displaystyle \Delta x=-R_{s}\log(1-\mathbf {R} \cdot \mathbf {x} ),}
que é a distância extra que a luz tem para viajar. Aqui {\displaystyle R_{s}} é o raio de Schwarzschild.
Nos parâmetros PPN,
{\displaystyle \Delta t=-(1+\gamma ){\frac {R_{s}}{2c}}\log(1-\mathbf {R} \cdot \mathbf {x} ),}
que é o dobro da previsão newtoniana (com {\displaystyle \gamma =0}).

## Sondas interplanetárias
O atraso do Shapiro deve ser considerado juntamente com dados quando se tenta determinar com precisão a distância de sondas interplanetárias, como as naves espaciais Voyager e Pioneer.

## Atraso em neutrinos e ondas gravitacionais
Das observações quase simultâneas de neutrinos e fótons da SN 1987A, o atraso do Shapiro para neutrinos de alta energia deve ser o mesmo que para fótons dentro de 10%, consistente com estimativas recentes da massa de neutrinos, o que implica que esses neutrinos estavam se movendo muito próximo da velocidade da luz. Após a detecção direta de ondas gravitacionais em 2016, o atraso de Shapiro unidirecional foi calculado por dois grupos e é de cerca de 1 800 dias. Na relatividade geral e em outras teorias métricas da gravidade, espera-se que o atraso de Shapiro para ondas gravitacionais seja o mesmo que para luz e neutrinos. No entanto, em teorias como a gravidade tensorial vetorial-escalar e outras teorias de GR modificadas, que reproduzem a lei de Milgrom e evitam a necessidade de matéria escura, o atraso de Shapiro para ondas gravitacionais é muito menor do que para neutrinos ou fótons. A diferença observada de 1,7 segundo nos tempos de chegada observado entre as chegadas de ondas gravitacionais e raios gama da fusão de estrelas de nêutrons GW170817 foi muito menor do que o atraso de Shapiro estimado de cerca de 1 000 dias. Isso exclui uma classe de modelos alternativos de gravidade que dispensam a necessidade de matéria escura.